# Симпсоны (сезон 34)
Тридцать четвёртый сезон мультсериала «Симпсоны» транслировался на телеканале «Fox» с 25 сентября 2022 до 21 мая 2023 года. Сериал был продлён на 34-й сезон 3 марта 2021 года.
В качестве приглашённых звёзд сезона выступили: Анны Фэрис («Lisa the Boy Scout»), Генри Луиса Гейтса младшего («Carl Carlson Rides Again»), Лиззо («Homer’s Adventures Through the Windshield Glass») и др.
Для серии «One Angry Lisa» Билл Плимптон в восьмой раз выступил приглашённым аниматором диванного гэга.
Также в сезоне:
- в премьерной серии «Habeas Tortoise» Гомер попал в конспиративные онлайн-группы[6][7];
- был безумный концептуальный эпизод, который объяснил, как «Симпсонам» удаётся «предсказывать будущее» («Lisa the Boy Scout»)[8].
- Клоун Красти стал ведущим дневного шоу, как Эллен Дедженерес, и узнал, что тяжело быть всегда весёлым ведущим («The King of Nice»)[9];
- серия «Not It» была пародией на роман «Оно» Стивена Кинга с клоуном Красти в главной роли Пеннивайза. Действие происходило в Кингфилде, жуткой версии Спрингфилда[6];
- Гомер учил Даффмена, как стать лучшим отцом («From Beer to Paternity»)[10];
- Мелисса Маккарти сыграла «причудливого» сына девушки дедушки Симпсона, который был сводным братом Гомера и конкурентом за любовь Эйба («Step Brother from the Same Planet»)[6];
- в эпизоде «Game Done Changed» была сатира на мир игры «Roblox»[10];
- в серии «Write Off This Episode» Лиза и Мардж поссорились из-за благотворительного фонда, который они соосновали[8];
- кроме того был эпизод о карантине (не из-за пандемии), который вызвал беспокойство Лизы («The Very Hungry Caterpillars»)[11].

Тридцать четвёртый сезон выиграл премию «Эмми». Серия «Treehouse of Horror XXXIII» победила в номинации «Выдающиеся анимационные сериалы» в 2023 году.
В апреле 2024 года сценарист Лони Стил Состханд получила премию Гильдии сценаристов США в области анимации 2023 года за серию «Carl Carlson Rides Again». На эту же премию были номинированы Тим Лонг (за серию «Homer’s Adventures Through the Windshield Glass») и сценаристы 35 сезона Керолин Омайн («A Mid-Childhood Night’s Dream») и Роб ЛаЗебник («Thirst Trap: A Corporate Love Story»).

## Список серий
| № общий | № в сезоне | Название                                                                                      | Режиссёр             | Автор сценария                         | Дата премьеры    | Произв. код | Зрители в США (млн) |
| --- | ---------- | --------------------------------------------------------------------------------------------- | -------------------- | -------------------------------------- | ---------------- | ----------- | ------------------- |
| 729 | 1          | «Хабеас черепаха» «Habeas Tortoise»                                                           | Мэттью Фонан         | Броти Гупта                            | 25 сентября 2022 | UABF16      | 4,15                |
| После того, как публичное унижение заставило Гомера усомниться в своём интеллекте, он создаёт конспиративную онлайн-группу, посвящённую разгадке тайны исчезновения черепахи из Спрингфилдского зоопарка, но находит нечто гораздо более зловещее… Приглашённые звёзды: Джо Мантенья в роли Жирного Тони, Джей Фэрроу в роли Дредерика Татума |            |                                                                                               |                      |                                        |                  |             |                     |
| 730 | 2          | «Одна разгневанная Лиза» «One Angry Lisa»                                                     | Мэттью Настук        | Джессика Конрад                        | 2 октября 2022   | UABF19      | 1,46                |
| Лизу вызывают в суд в качестве присяжной. Тем временем Мардж становится одержимой своим велотренажёром, и Гомер ревнует её к онлайн-велоинструктору. Приглашённые звёзды: Джейн Качмарек в роли судьи Констанции Харм, Джо Мантенья в роли Жирного Тони |            |                                                                                               |                      |                                        |                  |             |                     |
| 731 | 3          | «Лиза ― бойскаут» «Lisa the Boy Scout»                                                        | Тимоти Бэйли         | Дэн Грини                              | 9 октября 2022   | UABF21      | 3,43                |
| Когда бойскауты «Мальчики-исследователи» начинают обучаться вместе с девочками, Барт и Лиза клянутся «разведывать» друг друга на ежегодном слёте. Однако, серию прерывают хакеры… Приглашённые звёзды: Анна Фэрис в роли хакера, Мэттью Френд в роли малыша Джеффа Голдблюма, Меган Маллалли в роли Сары Виггам |            |                                                                                               |                      |                                        |                  |             |                     |
| 732 | 4          | «Король прекрасного» «The King of Nice»                                                       | Дебби Брюс Махан     | Джессика Конрад                        | 16 октября 2022  | UABF20      | 1,16                |
| Мардж нанимают продюсером сегментов в новом дневном ток-шоу клоуна Красти. Однако её первоначальный энтузиазм по поводу работы исчезает, когда она узнаёт, какой это бесконечный кошмар: все силы тратятся на то, чтобы делать хорошее шоу каждый день. За кулисами шоу невероятно токсично, а давление в необходимости изготовить кучу приятного контента, тяжело ложится на душу Мардж. Приглашённые звёзды: Рене Риджли в роли Венди Сэйдж, Дрю Бэрримор в роли самой себя |            |                                                                                               |                      |                                        |                  |             |                     |
| 733 | 5          | «Не Оно» «Not It»                                                                             | Стивен Дин Мур       | Сезар Мазарьегос                       | 23 октября 2022  | UABF17      | 3,63                |
| Пародия на роман «Оно» Стивена Кинга. Когда сверхъестественный клоун Красто начинает убивать детей Кингфилда, юный Гомер Симпсон объединяется с другими неудачниками средней школы, чтобы противостоять своим страхам и победить таинственного монстра. Однако, много лет спустя злой клоун возвращается, и друзья Гомера должны столкнуться с трагедией своей взрослой жизни, чтобы раз и навсегда уничтожить Красто… |            |                                                                                               |                      |                                        |                  |             |                     |
| 734 | 6          | «Дом ужасов на дереве 33» «Treehouse of Horror XXXIII»                                        | Роб Оливер           | Кэролин Омайн, Райан Кох и Мэтт Сэлман | 30 октября 2022  | UABF18      | 3,95                |
| «The Pookadook» — Пародия на фильм ужасов «Бабадук». Мардж прочла книгу со страшными историями Мэгги. После того, как малышка испугалась, они сжигают книгу. Однако, дух из неё, Пукадук, вселяется в Мардж и желает убить Мэгги… «Death Tome» — Пародия на аниме «Тетрадь смерти». Сегмент выполнен в стилистике аниме. Лиза пытается спасти экологию планеты убивая членов зловещей организации с помощью магической книги от демона смерти. Однако, её вычисляет загадочный L. «SimpsonsWorld» — Пародия на сериал «Мир Дикого Запада». Гомер узнаёт, что он — робот в тематическом парке «Симпсонов». Вместе со «своей семьёй» они пытаются выбраться из этого парка… Приглашённые звёзды: Джон Робертс в роли Линды Белчер, Хэнк Уильямс младший — исполнитель песни «Canyonero» |            |                                                                                               |                      |                                        |                  |             |                     |
| 735 | 7          | «От пива к отцовству» «From Beer to Paternity»                                                | Роб Оливер           | Кристин Нангл                          | 13 ноября 2022   | OABF01      | 4,77                |
| Когда Гомер учит Даффмена, как стать лучшим отцом, то притворяется, что Лиза считает своего отца героем. Когда они вместе с Лизой отправляются в путешествие, та разоблачает ужасное воспитание своего отца. Приглашённые звёзды: Пол Бриттен в роли Брэндона, Обри Плаза в роли Эмбер |            |                                                                                               |                      |                                        |                  |             |                     |
| 736 | 8          | «Сводный брат с той же планеты» «Step Brother from the Same Planet»                           | Мэттью Фонан         | Дэн Веббер                             | 20 ноября 2022   | UABF22      | 1,21                |
| Гомер ошеломлён своими чувствами ярости и обиды, когда его отец становится любящим отчимом чудаковатого маленького сына девушки Эйба. Тем временем Лиза и Барт устраивают великолепную ночную вечеринку в комнате Эйба в доме престарелых. Приглашённые звёзды: Кэрол Кейн в роли Блайт, Мелисса Маккарти в роли Кэлвина |            |                                                                                               |                      |                                        |                  |             |                     |
| 737 | 9          | «Когда Нельсон встретил Лизу» «When Nelson Met Lisa»                                          | Стивен Дин Мур       | Райан Кох                              | 27 ноября 2022   | OABF02      | 1,53                |
| Будущая история любви Нельсона и Лизы, которые встречают друг друга каждые 5 лет… Приглашённые звёзды: Наташа Лионн в роли Софи, Симу Лю в роли взрослого Хьюберта Вонга, Джеки Мейсон в роли Хаймана Крастовски (архивные записи) |            |                                                                                               |                      |                                        |                  |             |                     |
| 738 | 10         | «Игру сделано изменено» «Game Done Changed»                                                   | Тимоти Бэйли         | Райан Кох                              | 4 декабря 2022   | OABF03      | 1,16                |
| Когда Барт обнаруживает прибыльный сбой в онлайн-игре «Boblox», он привлекает директора Скиннера в свою прибыльную преступную кампанию. Однако, вскоре жажда денег для изменении начальной школы Спрингфилда овладевает Сеймуром… Тем временем Мардж с другими Симпсонами открывают рай в мире игры, где Мэгги может с ними общаться с помощью эмодзи. Приглашённые звёзды: Монце Эрнандес в роли Астрид |            |                                                                                               |                      |                                        |                  |             |                     |
| 739 | 11         | «Лучший громила» «Top Goon»                                                                   | Крис Клементс        | Джоэль Х. Коэн                         | 11 декабря 2022  | OABF04      | 3,42                |
| У Барта проблемы, чтобы стать лучшим хоккеистом: его постоянно избивают игроки соперников. Чтобы решить проблему, тренер команды Мо отправляет Нельсона в «Академию лучших громил» научиться искусству грубой хоккейной игры. Приглашённые звёзды: Уилл Форте в роли Короля Тут; Джо Мантенья в роли Жирного Тони; Тайгер Вильямс, Стю Гримсон и Дейв Шульц в роли самих себя |            |                                                                                               |                      |                                        |                  |             |                     |
| 740 | 12         | «Моя влог-жизнь» «My Life as a Vlog»                                                          | Дебби Брюс Махан     | Джессика Конрад                        | 1 января 2023    | OABF05      | 1,02                |
| Через ряд видео, рекомендованных «YouTube», раскрывается история взлёта и падения видеоблога Симпсонов… Приглашённые звёзды: Майкл Рапапорт в ролі Майка Вегмена, Monét X Change и Боб Дрэг-Квин в роли самих себя |            |                                                                                               |                      |                                        |                  |             |                     |
| 741 | 13         | «Множественные святые Спрингфилда» «The Many Saints of Springfield»                           | Боб Андерсон         | Эл Джин                                | 19 февраля 2023  | OABF06      | 1,37                |
| Для Неда Фландерса наступают тяжёлые времена. Встретив Тони в церкви как человека верующего, Нед не до конца понимает, с кем имеет дело, потому что верит в лучшее во всех. Тони делает Фландерсу предложение, от которого тот не может отказаться и Нед начинает работать на него. Однако, когда Фландерс понимает, что невольно участвует в делах мафии и хочет прекратить отношения, Жирный Тони зловеще предупреждает, что это может произойти только в одном случае… Приглашённые звёзды: Джо Мантенья в роли Жирного Тони, Пол Фаско в роли Альфа (сцена на диване) |            |                                                                                               |                      |                                        |                  |             |                     |
| 742 | 14         | «Карл Карлсон снова на коне» «Carl Carlson Rides Again»                                       | Майк Фрэнк Полчино   | Лони Стил Состханд                     | 26 февраля 2023  | OABF07      | 1,18                |
| Когда Карл Карлсон влюбляется в красивую чернокожую женщину, он изучает свои корни, узнаёт о своих биологических родителях и происхождении таинственной пряжки родео… Приглашённые звёзды: Джон Отри II в роли Монка, Генри Луис Гейтс младший в роли самого себя |            |                                                                                               |                      |                                        |                  |             |                     |
| 743 | 15         | «Без Барта» «Bartless»                                                                        | Роб Оливер           | Джон Фринк                             | 5 марта 2023     | OABF08      | 0,93                |
| Когда последняя проделка Барта приводит к хаосу в Спрингфилдской начальной школе, Мардж и Гомер очень ругают сына. Однако, узнав, что его поступок был направлен на добро, как и говорил Барт, родители осознают, что недолюбливают своего сына. От печали им снится мир, в котором их разгульный сын не был бы Симпсоном… Приглашённые звёзды: Керри Вашингтон в роли Рэйшелл Пейтон |            |                                                                                               |                      |                                        |                  |             |                     |
| 744 | 16         | «Враждебное место Кирка» «Hostile Kirk Place»                                                 | Стивен Дин Мур       | Майкл Прайс                            | 12 марта 2023    | OABF09      | 0,77                |
| Кирк ван Хутен противостоит на школьном уроке истории, на котором один из его предков изображён в плохом свете. Он становится арбитром учебной программы Спрингфилдской начальной школы, чтобы цензурировать школьную программу, но в конце концов превращается в диктатора Спрингфилда… Тем временем потратив деньги в телемагазине Гомер придумывает новый продукт, чтобы вернуть себе прибыль. Приглашённые звёзды: Керри Вашингтон в роли Рэйшелл Пейтон, Странный Эл Янкович в роли самого себя |            |                                                                                               |                      |                                        |                  |             |                     |
| 745 | 17         | «Кегельная девчонка» «Pin Gal»                                                                | Крис Клементс        | Джефф Уэстбрук                         | 19 марта 2023    | OABF10      | 0,86                |
| Спрингфилдский боулинг-клуб закрывается. Чтобы спасти любимое заведение Гомер упрашивает Мардж, у которой талант, выиграть турнир по боулингу. Однако, у Мардж плохие воспоминание с этим видом спорта, поэтому её муж нанимает лучшего боулинг-инструктора города — Жака… Приглашённые звёзды: Альберт Брукс в роли Жака, Фред Армисен в роли Терренса |            |                                                                                               |                      |                                        |                  |             |                     |
| 746 | 18         | «Фанатская вражда» «Fan-ily Feud»                                                             | Тимоти Бэйли         | Броти Гупта                            | 23 апреля 2023   | OABF11      | 1                   |
| Гомер публично выражает нелюбовь к поп-певице и сталкивается с гневом её мстительной и высокоорганизованной армии фанатов, в которую входит и Лиза. Приглашённые звёзды: Джейд Нова в роли Эшли Старлинг и Эхо, Билли Айкнер в роли Билли |            |                                                                                               |                      |                                        |                  |             |                     |
| 747 | 19         | «Спишите этот эпизод» «Write Off This Episode»                                                | Мэттью Настук        | Дж. Стюарт Бернс                       | 30 апреля 2023   | OABF12      | 0,89                |
| Когда Мардж и Лиза вместе начинают благотворительную деятельность, Мардж соблазняется деньгами и престижем сбора средств Большой благотворительной организации. Это ссорит мать и дочь. |            |                                                                                               |                      |                                        |                  |             |                     |
| 748 | 20         | «Очень голодные гусеницы» «The Very Hungry Caterpillars»                                      | Габриэль ДеФранческо | Брайан Келли                           | 7 мая 2023       | OABF14      | 0,82                |
| Когда нашествие гусениц заполняет Спрингфилд, город переходит в режим самоизоляции. Это заставляет Симпсонов справляться со стрессом изоляции: Лиза воображает, что её куклы Малибу Стейси ожили; Барт и его друзья шпионят за семьёй Скиннера, а Мардж и Гомер неистово пытаются получить соус ранч для Мэгги, противопоставляясь сошедшему с ума Неду Фландерсу… Приглашённые звёзды: Роб Лоу в роли кузена Питера |            |                                                                                               |                      |                                        |                  |             |                     |
| 749 | 21         | «Клоун против Совета по образованию» «Clown V. Board of Education»                            | Лэнс Крамер          | Джефф Уэстбрук                         | 14 мая 2023      | OABF15      | 0,77                |
| Красти открывает школу клоунады, и это становится самым успешным делом, которое он когда-либо делал. После этого Жирный Тони заставляет Красти сделать мафию своими бизнес-партнёрами. Приглашённые звёзды: Джо Мантенья в роли Жирного Тони |            |                                                                                               |                      |                                        |                  |             |                     |
| 750 | 22         | «Приключения Гомера сквозь ветровое стекло» «Homer’s Adventures Through the Windshield Glass» | Боб Андерсон         | Тим Лонг                               | 21 мая 2023      | OABF13      | 0,87                |
| События всей серии происходят в течение нескольких секунд, когда Гомер вылетает через ветровое стекло своего автомобиля во время аварии. Пока перед глазами Гомера проносится его жизнь, он общается с куклой Мэгги Счастливых Маленьких Эльфов, оживающей и становящейся духовным проводником Гомера, чтобы узнать тайную правду о его браке… Приглашённые звёзды: Лиззо в роли куклы Губи Ву, Боуэн Янг в роли Ричада, Тим Робинсон в роли Мерсера |            |                                                                                               |                      |                                        |                  |             |                     |